# La Malena (bailaora)
Magdalena Seda Loreto, más conocida como La Malena'
(Jerez de la Frontera,1877 - Sevilla, 1956), fue una bailaora española.
Desarrolló casi toda su actividad artística durante más de cincuenta años en Sevilla. Era sobrina de La Chorra. Se inició en su tierra natal y muy pronto su fama rebasó sus límites. marchando a los cafés cantantes que daba la época. En 1903 se la ve en el Café Filarmónico de Sevilla, del que pasó a otros de la misma y otras ciudades andaluzas. En 1911 viajó a Rusia con la compañía del maestro Realito, con quien también actuó en Barcelona en 1930. Durante los años 1933 y 1934 intervino en el espectáculo Las calles de Cádiz, montado entonces por La Argentinita, con el que realizó una larga gira. De nuevo se vio en el Kursaal en 1934; en el Salón Variedades, en 1936, ambos de Sevilla, y formó parte de la compañía de Concha Piquer en los años cuarenta. Más tarde dirigió su cuadro flamenco, con el nombre de Malena y sus gitanas, en el Casino de la Exposición de Sevilla. Sus últimas actuaciones en público fueron en los Festivales de España de Sevilla.
Fue considerada como la única rival posible de su paisana Juana Vargas, La Macarrona, y representa con ella el esplendor del baile flamenco de la época de los cafés cantantes. Su garbo, su fino estilo, su compás eran proverbiales. Era una suerte de sacerdotisa, poniendo en ello el alma y los sentidos. Todos los que la conocieron hablan de la filigrana de sus brazos, de su gracia rítmica. El Concurso Nacional de Arte Flamenco de Córdoba la significa en el baile por tangos, ya que el premio a tal baile básico lo titula La Malena. Fue un gesto muy significativo cuando Antonio la abrazó en los Festivales de España, rindiendo así homenaje emocionado a toda una época de baile en su ancianidad y magisterio. Fernando el de Triana testimonió de manera directa, ya que la conoció en su mejor momento:

Por la colocación de sus brazos y por los majestuosos movimientos de su arrogante figura, llenos de ritmo y salsa gitana, siempre contó y cuenta con la admiración del público, que con entusiasmo aplaude el maravilloso arte de tan genial artista